# Fußball-Club Energie Cottbus 1995-1996
Questa voce raccoglie le informazioni riguardanti il Fußball-Club Energie Cottbus nelle competizioni ufficiali della stagione 1995-1996.

## Stagione
Nella stagione 1995-1996 l'Energie Cottbus, allenato da Eduard Geyer, concluse il campionato di Regionalliga Nordest al 3º posto. In Coppa di Germania l'Energie Cottbus fu eliminato al primo turno dal Meppen.

## Rosa
| N. |                     | Ruolo | Calciatore       |
| -- | ------------------- | ----- | ---------------- |
| 1  | Germania (bandiera) | P     | Kay Wehner       |
| 6  | Germania (bandiera) | C     | Detlef Irrgang   |
| 7  | Germania (bandiera) | C     | Mike Jesse       |
| 8  | Germania (bandiera) | C     | Jens-Uwe Zöphel  |
| 14 | Germania (bandiera) | C     | Jörg Woltmann    |
| 17 | Germania (bandiera) | A     | Frank Seifert    |
| 20 | Germania (bandiera) | C     | Holger Fraedrich |
| 23 | Germania (bandiera) | D     | Kay Wenschlag    |
| 28 | Germania (bandiera) | A     | Sven Kubis       |
|    | Bulgaria (bandiera) | P     | Antonio Ananiev  |
|    | Germania (bandiera) | D     | Sven Benken      |

| N. |                     | Ruolo | Calciatore        |
| -- | ------------------- | ----- | ----------------- |
|    | Germania (bandiera) | D     | Carsten Schroschk |
|    | Germania (bandiera) | C     | Dietmar Drabow    |
|    | Germania (bandiera) | C     | Holger Fandrich   |
|    | Germania (bandiera) | C     | Brian Gohr        |
|    | Germania (bandiera) | C     | Michael Hennig    |
|    | Germania (bandiera) | C     | Lars Mebus        |
|    | Germania (bandiera) | C     | Dirk Rettig       |
|    | Germania (bandiera) | C     | Ingolf Schneider  |
|    | Germania (bandiera) | A     | Olaf Besser       |
|    | Germania (bandiera) | A     | Toralf Konetzke   |

## Organigramma societario
Area tecnica
- Allenatore: Eduard Geyer
- Allenatore in seconda: Hagen Reeck
- Preparatore dei portieri:
- Preparatori atletici:
- Analisi video:

## Calciomercato

### Sessione estiva
| Acquisti | Acquisti        | Acquisti                 | Acquisti |
| R.       | Nome            | da                       | Modalità |
| -------- | --------------- | ------------------------ | -------- |
| C        | Michael Hennig  | BFC Dynamo               |          |
| C        | Mike Jesse      | Stahl Brandeburgo        |          |
| A        | Frank Seifert   | Chemnitz                 |          |
| P        | Kay Wehner      | Eisenhüttenstädter Stahl |          |
| D        | Kay Wenschlag   | Hansa Rostock            |          |
| C        | Jens-Uwe Zöphel | BFC Dynamo               |          |

| Cessioni | Cessioni            | Cessioni                     | Cessioni |
| R.       | Nome                | a                            | Modalità |
| -------- | ------------------- | ---------------------------- | -------- |
| P        | Holger Hünsche      | Glückauf Brieske-Senftenberg |          |
| C        | Olaf Schnürer       | 1. FC Frankfurt (Oder)       |          |
| A        | Matthias Zimmerling | Carl Zeiss Jena              |          |

## Risultati

### Regionalliga

#### Girone di andata
| Arbitro: | Habermann |

|                       |           |                      |
| Kunze 13’, 61’ (rig.) | Marcatori | 1’ Irrgang 19’ Kubis |

| Cottbus 6 agosto 1995, ore 14:00 CEST 2ª giornata | Energie Cottbus | 0 – 0 referto | Rot-Weiß Erfurt | Stadion der Freundschaft (1 850 spett.)\| Arbitro: \| Junghof \| |
| Arbitro:                                          | Junghof         |               |                 |                                                                  |

| Cottbus 13 agosto 1995, ore 14:00 CEST 3ª giornata | Energie Cottbus | 0 – 0 referto | Dinamo Dresda | Stadion der Freundschaft (6 124 spett.)\| Arbitro: \| Blumenstein \| |
| Arbitro:                                           | Blumenstein     |               |               |                                                                      |

| Arbitro: | Matschulla |

|              |           |                             |
| Streisel 18’ | Marcatori | 17’, 71’ Seifert 43’ Besser |

| Arbitro: | Bley |

|  |           |             |
|  | Marcatori | 66’ Rusayev |

| Arbitro: | Augar |

|                          |           |                                 |
| Leitzke 10’ Saalbach 70’ | Marcatori | 23’, 39’, 71’ Irrgang 84’ Kubis |

| Arbitro: | Eßbach |

|                            |           |  |
| Irrgang 24’, 25’ Kubis 84’ | Marcatori |  |

| Arbitro: | Müller |

|                 |           |  |
| Frąckiewicz 70’ | Marcatori |  |

| Arbitro: | Richter |

|                        |           |  |
| Hennig 33’ Irrgang 50’ | Marcatori |  |

| Arbitro: | Weise |

|                       |           |                                                           |
| Herbst 59’ Sadriu 81’ | Marcatori | 3’ Hennig 31’ Fraedrich 44’ Kubis 70’ Irrgang 80’ Seifert |

| Cottbus 8 ottobre 1995, ore 14:00 CET 11ª giornata | Energie Cottbus | 0 – 0 referto | Wacker Nordhausen | Stadion der Freundschaft (1 509 spett.)\| Arbitro: \| Sather \| |
| Arbitro:                                           | Sather          |               |                   |                                                                 |

| Arbitro: | Kruse |

|            |           |                            |
| Namdar 41’ | Marcatori | 14’ (aut.) Thiel 32’ Kubis |

| Arbitro: | Simon |

|                             |           |            |
| Irrgang 23’, 51’ Benken 64’ | Marcatori | 38’ Kaiser |

| Arbitro: | Spickenagel |

|             |           |             |
| Kolbuch 90’ | Marcatori | 47’ Seifert |

| Arbitro: | Haack |

|                                   |           |  |
| Seifert 15’ Kubis 56’ Irrgang 90’ | Marcatori |  |

| Arbitro: | Matschulla |

|                      |           |             |
| Jopek 1’ Eidtner 85’ | Marcatori | 71’ Irrgang |

| Arbitro: | Richter |

|  |           |              |
|  | Marcatori | 56’ Laschzok |

#### Girone di ritorno
| Cottbus 10 dicembre 1995, ore 13:00 CET 18ª giornata | Energie Cottbus | 0 – 0 referto | Erzgebirge Aue | Stadion der Freundschaft (644 spett.)\| Arbitro: \| Kiefer \| |
| Arbitro:                                             | Kiefer          |               |                |                                                               |

| Arbitro: | Feibig |

|  |           |                                  |
|  | Marcatori | 37’ Seifert 83’ (rig.) Wenschlag |

| Arbitro: | Haupt |

|           |           |  |
| Lazic 20’ | Marcatori |  |

| Arbitro: | Wendorf |

|                                               |           |  |
| Konetzke 14’, 52’, 70’ Seifert 69’ Besser 88’ | Marcatori |  |

| Arbitro: | Pleßke |

|  |           |            |
|  | Marcatori | 24’ Benken |

| Arbitro: | Keßler |

|                                    |           |  |
| Benken 2’ Irrgang 72’ Woltmann 88’ | Marcatori |  |

| Arbitro: | Kruse |

|                                          |           |                              |
| Reckmann 20’ Petrowsky 52’ Pronichev 70’ | Marcatori | 32’ Seifert 53’, 75’ Irrgang |

| Arbitro: | Junghof |

|                           |           |            |
| Irrgang 37’, 86’ Gohr 74’ | Marcatori | 53’ Czakon |

| Arbitro: | Richter |

|             |           |              |
| Diebitz 35’ | Marcatori | 34’ Woltmann |

| Arbitro: | Habermann |

|                         |           |  |
| Konetzke 22’ Benken 69’ | Marcatori |  |

| Arbitro: | Binkowski |

|  |           |                                    |
|  | Marcatori | 25’ Irrgang 63’ Benken 72’ Seifert |

| Arbitro: | Weber |

|                          |           |  |
| Seifert 42’ Konetzke 72’ | Marcatori |  |

| Arbitro: | Wagner |

|  |           |                         |
|  | Marcatori | 4’ Irrgang 20’ Konetzke |

| Arbitro: | Schößling |

|                                                    |           |  |
| Benken 54’, 75’ Irrgang 66’ Konetzke 72’ Kubis 83’ | Marcatori |  |

| Arbitro: | Toschek |

|  |           |                       |
|  | Marcatori | 22’ Zöphel 85’ Besser |

| Arbitro: | Wendorf |

|             |           |  |
| Irrgang 48’ | Marcatori |  |

| Arbitro: | Eßbach |

|                                |           |                       |
| Rambow 15’ (rig.) Schwöbel 83’ | Marcatori | 13’, 31’, 34’ Irrgang |

### Coppa di Germania
| Arbitro: | Haupt |

|           |           |                  |
| Kubis 81’ | Marcatori | 15’, 44’ Snyders |

## Statistiche

### Statistiche di squadra
| Competizione         | Punti | In casa | In casa | In casa | In casa | In casa | In casa | In trasferta | In trasferta | In trasferta | In trasferta | In trasferta | In trasferta | Totale | Totale | Totale | Totale | Totale | Totale | DR  |
| Competizione         | Punti | G       | V       | N       | P       | Gf      | Gs      | G            | V            | N            | P            | Gf           | Gs           | G      | V      | N      | P      | Gf     | Gs     | DR  |
| -------------------- | ----- | ------- | ------- | ------- | ------- | ------- | ------- | ------------ | ------------ | ------------ | ------------ | ------------ | ------------ | ------ | ------ | ------ | ------ | ------ | ------ | --- |
| Regionalliga Nordest | 71    | 17      | 11      | 4       | 2       | 32      | 4       | 17           | 10           | 4            | 3            | 35           | 19           | 34     | 21     | 8      | 5      | 67     | 23     | +44 |
| Coppa di Germania    | -     | 1       | 0       | 0       | 1       | 1       | 2       | 0            | 0            | 0            | 0            | 0            | 0            | 1      | 0      | 0      | 1      | 1      | 2      | -1  |
| Totale               | 71    | 18      | 11      | 4       | 3       | 33      | 6       | 17           | 10           | 4            | 3            | 35           | 19           | 35     | 21     | 8      | 6      | 68     | 25     | +43 |

### Andamento in campionato
| Giornata  | 1 | 2  | 3  | 4 | 5  | 6 | 7 | 8 | 9 | 10 | 11 | 12 | 13 | 14 | 15 | 16 | 17 | 18 | 19 | 20 | 21 | 22 | 23 | 24 | 25 | 26 | 27 | 28 | 29 | 30 | 31 | 32 | 33 | 34 |
| --------- | - | -- | -- | - | -- | - | - | - | - | -- | -- | -- | -- | -- | -- | -- | -- | -- | -- | -- | -- | -- | -- | -- | -- | -- | -- | -- | -- | -- | -- | -- | -- | -- |
| Luogo     | T | C  | C  | T | C  | T | C | T | C | T  | C  | T  | C  | T  | C  | T  | C  | C  | T  | T  | C  | T  | C  | T  | C  | T  | C  | T  | C  | T  | C  | T  | C  | T  |
| Risultato | N | N  | N  | V | P  | V | V | P | V | V  | N  | V  | V  | N  | V  | P  | P  | N  | V  | P  | V  | V  | V  | N  | V  | N  | V  | V  | V  | V  | V  | V  | V  | V  |
| Posizione | 8 | 13 | 13 | 7 | 10 | 6 | 4 | 8 | 6 | 5  | 4  | 4  | 4  | 4  | 4  | 5  | 5  | 5  | 5  | 5  | 5  | 5  | 4  | 4  | 4  | 4  | 4  | 4  | 3  | 3  | 3  | 3  | 3  | 3  |

Legenda:

Luogo: C = Casa; T = Trasferta. Risultato: V = Vittoria; N = Pareggio; P = Sconfitta.

### Statistiche dei giocatori
| Giocatore    | Regionalliga | Regionalliga | Regionalliga | Regionalliga | Coppa di Germania | Coppa di Germania | Coppa di Germania | Coppa di Germania | Totale   | Totale | Totale      | Totale     |
| Giocatore    | Presenze     | Reti         | Ammonizioni  | Espulsioni   | Presenze          | Reti              | Ammonizioni       | Espulsioni        | Presenze | Reti   | Ammonizioni | Espulsioni |
| ------------ | ------------ | ------------ | ------------ | ------------ | ----------------- | ----------------- | ----------------- | ----------------- | -------- | ------ | ----------- | ---------- |
| A. Ananiev   | 22           | 0            | 0            | 0            | 1                 | 0                 | 0                 | 0                 | 23       | 0      | 0           | 0          |
| S. Benken    | 26           | 7            | 11           | 0            | 1                 | 0                 | 0                 | 0                 | 27       | 7      | 11          | 0          |
| O. Besser    | 32           | 3            | 1            | 0            | 1                 | 0                 | 0                 | 0                 | 33       | 3      | 1           | 0          |
| D. Drabow    | 30           | 0            | 2            | 0            | 1                 | 0                 | 0                 | 0                 | 31       | 0      | 2           | 0          |
| H. Fandrich  | 3            | 0            | 1            | 1            | 0                 | 0                 | 0                 | 0                 | 3        | 0      | 1           | 1          |
| H. Fraedrich | 33           | 1            | 8            | 0            | 1                 | 0                 | 1                 | 0                 | 34       | 1      | 9           | 0          |
| B. Gohr      | 3            | 1            | 0            | 0            | 0                 | 0                 | 0                 | 0                 | 3        | 1      | 0           | 0          |
| M. Hennig    | 16           | 2            | 6            | 0            | 1                 | 0                 | 0                 | 0                 | 17       | 2      | 6           | 0          |
| D. Irrgang   | 33           | 24           | 5            | 2            | 1                 | 0                 | 0                 | 0                 | 34       | 24     | 5           | 2          |
| M. Jesse     | 13           | 0            | 3            | 1            | 0                 | 0                 | 0                 | 0                 | 13       | 0      | 3           | 1          |
| T. Konetzke  | 20           | 7            | 2            | 0            | 0                 | 0                 | 0                 | 0                 | 20       | 7      | 2           | 0          |
| S. Kubis     | 25           | 7            | 3            | 0            | 1                 | 1                 | 0                 | 0                 | 26       | 8      | 3           | 0          |
| L. Mebus     | 8            | 0            | 0            | 0            | 1                 | 0                 | 0                 | 0                 | 9        | 0      | 0           | 0          |
| D. Rettig    | 22           | 0            | 2            | 1            | 1                 | 0                 | 0                 | 0                 | 23       | 0      | 2           | 1          |
| I. Schneider | 31           | 0            | 8            | 1            | 1                 | 0                 | 0                 | 0                 | 32       | 0      | 8           | 1          |
| C. Schroschk | 6            | 0            | 0            | 0            | 0                 | 0                 | 0                 | 0                 | 6        | 0      | 0           | 0          |
| F. Seifert   | 32           | 10           | 2            | 0            | 1                 | 0                 | 0                 | 0                 | 33       | 10     | 2           | 0          |
| K. Wehner    | 13           | 0            | 0            | 0            | 0                 | 0                 | 0                 | 0                 | 13       | 0      | 0           | 0          |
| K. Wenschlag | 23           | 1            | 5            | 0            | 0                 | 0                 | 0                 | 0                 | 23       | 1      | 5           | 0          |
| J. Woltmann  | 32           | 2            | 4            | 0            | 1                 | 0                 | 0                 | 0                 | 33       | 2      | 4           | 0          |
| J. Zöphel    | 32           | 1            | 6            | 0            | 1                 | 0                 | 0                 | 0                 | 33       | 1      | 6           | 0          |